# توم بلوم
توم بلوم (بالهولندية: Tom Blom)‏ هو مُعِد البرامج ‏ ومقدم تلفزيوني هولندي، ولد في 25 سبتمبر 1946 في لاهاي في هولندا، وتوفي في 3 يوليو 2017.